# Savarkundla
Savarkundla è una suddivisione dell'India, classificata come municipality, di 73.695 abitanti, situata nel distretto di Amreli, nello stato federato del Gujarat. In base al numero di abitanti la città rientra nella classe II (da 50.000 a 99.999 persone).

## Geografia fisica
La città è situata a 21° 21' 28 N e 71° 18' 46 E.

## Società

### Evoluzione demografica
Al censimento del 2001 la popolazione di Savarkundla assommava a 73.695 persone, delle quali 37.938 maschi e 35.757 femmine. I bambini di età inferiore o uguale ai sei anni assommavano a 9.418, dei quali 4.977 maschi e 4.441 femmine. Infine, coloro che erano in grado di saper almeno leggere e scrivere erano 47.840, dei quali 27.146 maschi e 20.694 femmine.